# سیسرو مورائس
سیسرو مورائس (به زبان پرتغالی: Cicero Moraes، زاده ی ۱۳ نوامبر ۱۹۸۲) طراح ۳بعدی برزیلی است که در برنامه‌های متن‌باز مانند InVesalius، بلندر و MakeHuman کار می‌کند و در کشورش به مرجعی در زمینه بازسازی‌های چهره‌ای مربوط به پزشکی قانونی تبدیل شده‌است.

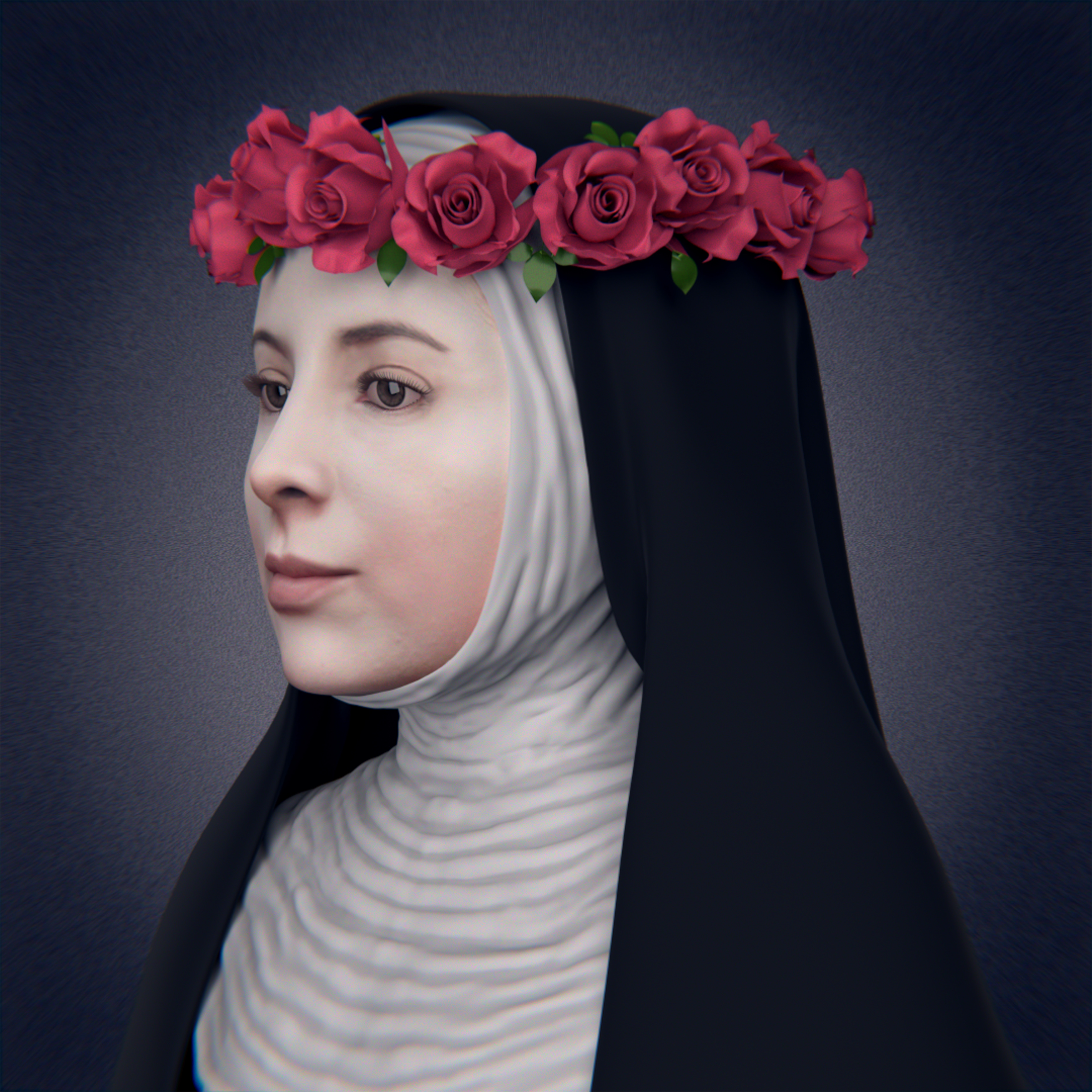
رز لیما - بازسازی چهره‌ای

برجسته ترین اثر او بازسازی چهره سنت آنتونیوی پادوا است که در هم‌کاری با "سنترو استودی آنتونیانی" (که خود در کلیسای جامع آنتونی مقدس پادووا کار می کند)، موزه مردم‌شناسی دانشگاه پادوا، مرکز تکنولوژی رناتو آرچر و گروهی از محققان باستان‌شناسی آرک تیم ساخته شده است. تمامی پروژه با استفاده از نرم‌افزارهای رایگان انجام شد.